# John Rick Miller
John Rick Miller (Nueva York, Estados Unidos, 10 de julio de 1948 - Delray Beach, Florida, Estados Unidos, 30 de mayo de 2015) fue un empresario, misionero, predicador Católico estadounidense conocido por ser el fundador de la asociación privada de fieles Por el Amor de Dios en Todo el Mundo] que promueve la Consagración a Dios a través del Sagrado Corazón de Jesús y el Inmaculado Corazón de María.

## Biografía
Nació en la ciudad de Nueva York, Estados Unidos el 10 de julio de 1948 en el seno de una familia católica. Aunque desde muy temprana edad tuvo un profundo sentimiento de Dios, principalmente por la influencia de sus abuelos paternos, a medida que creció y entró a la universidad, abandonó su vida de oración y con ello se alejó completamente de su fe. Interesado en las cosas de este mundo, entró en los negocios corporativos y ascendió rápidamente, llegando a ser el CEO de algunas empresas como AstraZeneca y Cargill MacMillan y Director General del Fondo Monetario Internacional, entre otros; además de colaborar con el Gobierno Americano en proyectos para la revitalización de la industria en Egipto. Se casó y tuvo dos hijos, pero no fue sino hasta 1988 en que con la ayuda de su esposa, experimentó una conversión masiva por medio de la Virgen María y comenzó a dividir el tiempo que dedicaba a sus funciones como Alto Ejecutivo de una Corporación Internacional con un ministerio dedicado especialmente a los enfermos y los desheredados. “Verdaderamente su historia es la historia del sí de un hombre al llamado de Dios para alejarse de la fanfarria de este mundo y entrar directamente a la serenidad espiritual del siguiente. De hecho, por su ejemplo conmovedor fue utilizado como un instrumento de Dios para salvar almas”. 

### Proceso de conversión

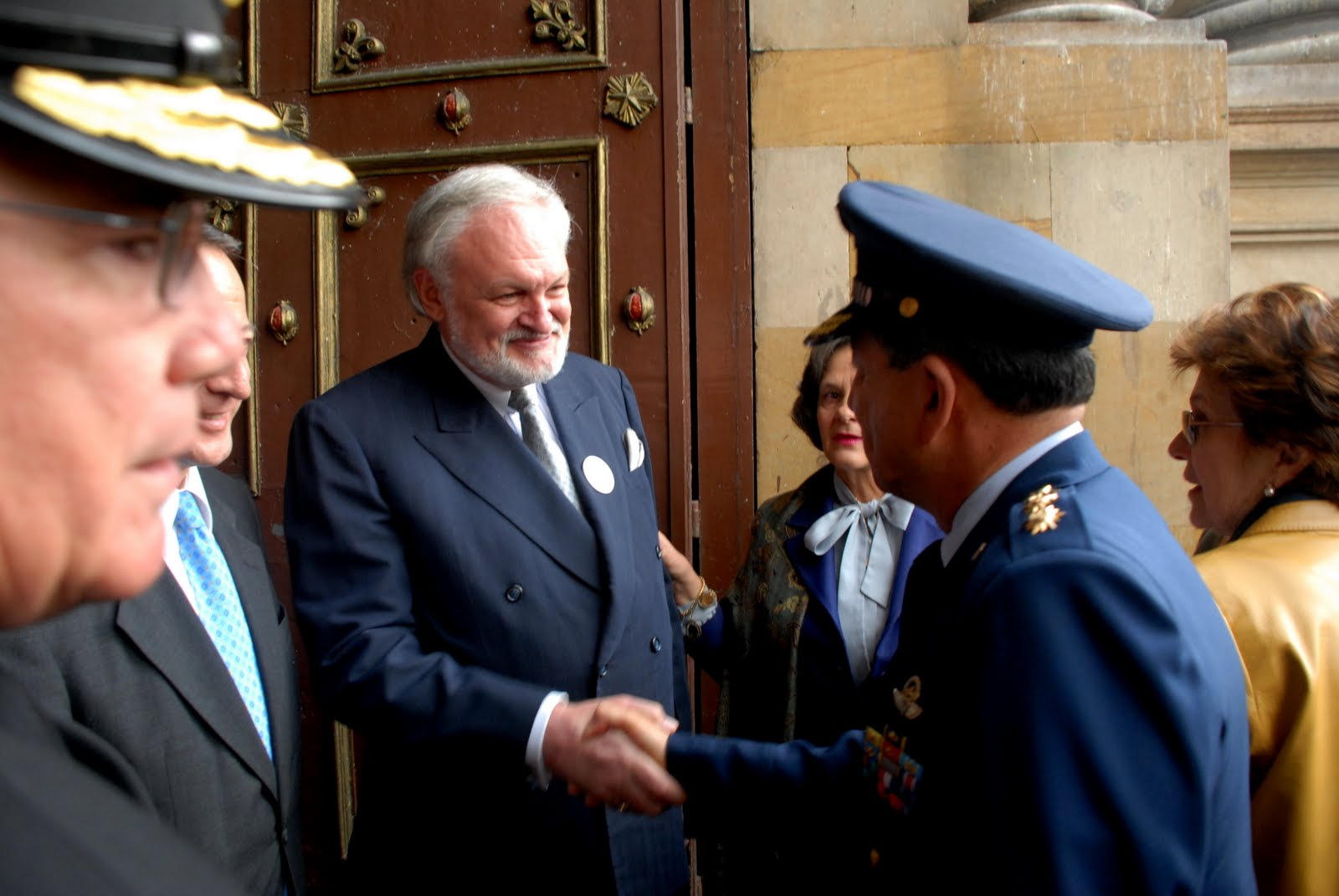

En 1988 comenzó a combinar su vida laboral como ejecutivo corporativo internacional sénior, con un ministerio especial para los enfermos y los oprimidos. Su ministerio está marcado también por el establecimiento de una gran cantidad de cenáculos de oración en varios países del mundo. Fue uno de los pocos laicos a los que se les permitió predicar las enseñanzas del Catecismo de la Iglesia Católica en El Cairo, Egipto, de 1993 a 1997 y recibió elogios de Su Santidad, Máximo V Hakim, Patriarca de Antioquía y todo el Oriente, Alejandría y Jerusalén de los Melquitas.

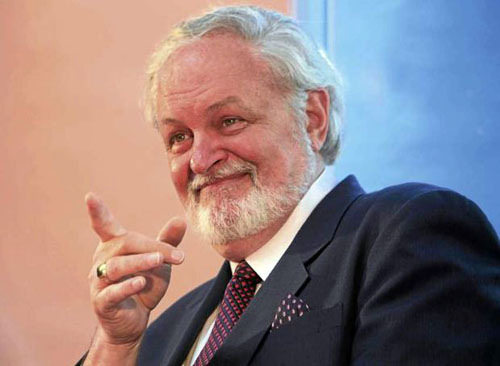

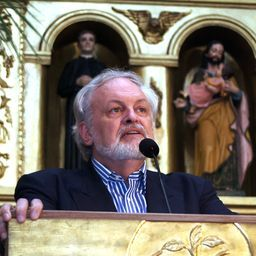

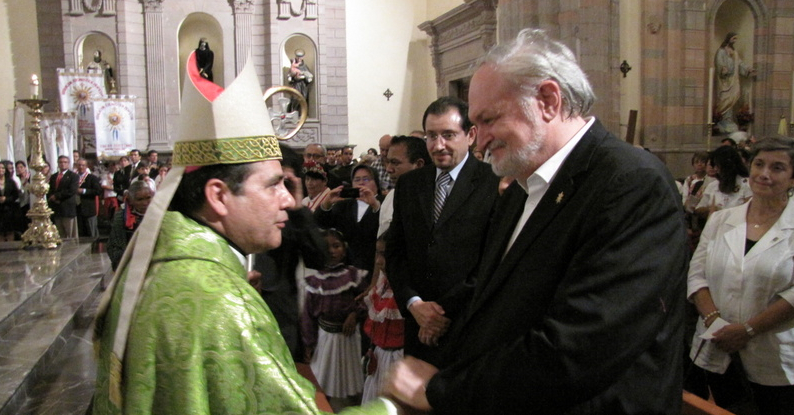

A partir de su conversión en el año 1988, comenzó a combinar su vida laboral como ejecutivo corporativo internacional sénior, con un ministerio dedicado a los enfermos y oprimidos. Entre los muchos apostolados que realizó se destacan:
El establecimiento de un gran número de cenáculos de oración en varios países del mundo; desde 1989 hasta su muerte predicó y enseñó la doctrina de la Iglesia Católica.

### Acerca de su obra misionera
En 1998 el señor Miller se retiró de sus actividades empresariales y en unión con padre Fred De L’Orme, fundó el Apostolado de San José, una sociedad Católica, establecida en varias partes del mundo con el objeto de enaltecer el papel de la familia bajo el patronato de San José y Santa Mónica.
Así mismo, fundó y era el director de la Cofradía de Nuestra Señora, en el Santuario Mariano de Londres, el Santuario Nacional de Nuestra Señora de Willesden.  La Cofradía, que comenzó, irónicamente, el 11 de septiembre de 2001, es una organización de la Iglesia Católica cuyos integrantes rezan todos los días por la protección y conversión de la ciudad de Londres. Su presidente y Patrón es Su Eminencia, el Cardenal Cormac Murphy-O’Connor, décimo Arzobispo Cardenal de Westminster y el entonces Primado de Inglaterra.
En 2007, el señor Miller comenzó con la Orden Palotina en la India, un plan para construir santuarios católicos  en honor a la Virgen María en lugares que solían ser paganos en el Sur de la India. Bajo la supervisión de la Orden Palotina y los obispos del área, se han construido hasta la fecha diez santuarios y existen planes de construir otros más a lo largo de varios años.
Ese mismo año visitó Colombia y habló con el presidente, Álvaro Uribe, acerca de los problemas que enfrentaba el país y propuso la Consagración como un medio para poder resolverlos. De este modo el presidente Álvaro Uribe, su familia, el gobierno, muchos de sus líderes, las fuerzas armadas y la policía se consagraron. Posteriormente la Iglesia consagró a Colombia al Inmaculado Corazón de María por vez primera y renovó su consagración al Sagrado Corazón de Jesús el 12 de octubre de 2008.

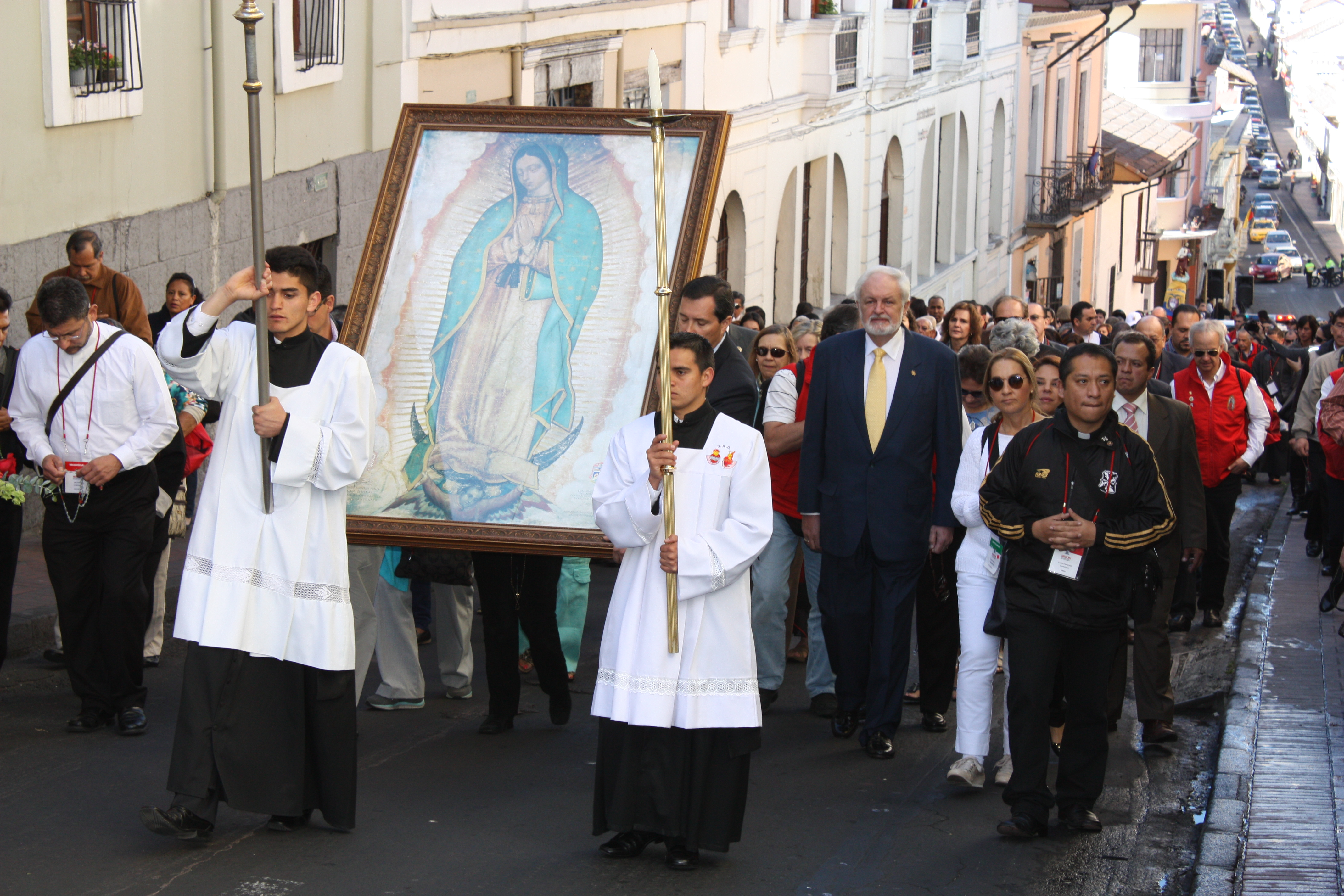

En 2008, el señor Miller llevó a cabo una misión para formar organizaciones específicas por país, comprometidas con el establecimiento de cenáculos de oración Católicos en Centroamérica y Sudamérica y en países históricamente Católicos. El objetivo fue establecer redes de grupos en cada nivel de la sociedad, con el propósito diario de rezar por la protección del país y el retorno de los Católicos inactivos a su fe Católica. El primero de estos países fue “Colombia en los Corazones de Jesús y María”, aprobado en 2008.
En 2008, el señor Miller viajó a muchas partes del mundo, hablando en iglesias y en conferencias acerca del Inmaculado Corazón de María, el Sagrado Corazón de Jesús y el Corazón de San José.
En octubre de 2008, Colombia como país, fue consagrado al Inmaculado Corazón de María, después de casi 500 años de presencia Católica en la región. El grupo que logró esta consagración, así como la renovación de la consagración del país al Sagrado Corazón de Jesús por la Iglesia fue la organización “Colombia en los Corazones de Jesús y María”.
Tiempo después, fue invitado a Venezuela donde comprendió que Colombia había sido el modelo para lo que Dios lo estaba llamando a hacer. Es así que a principios del año 2009 el señor Miller fundó y estableció la organización internacional Misión Por el Amor de Dios en Todo el Mundo.

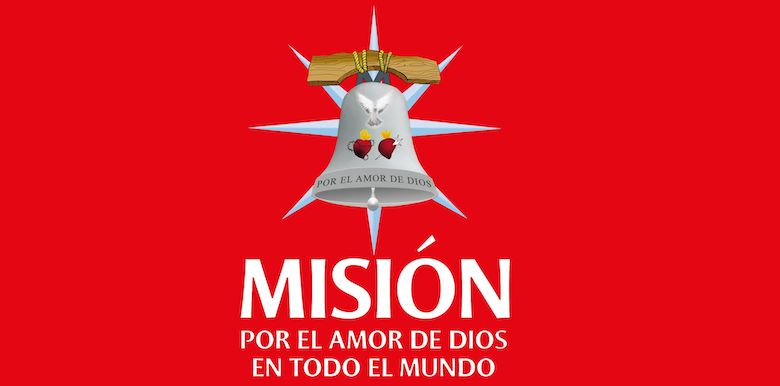
Emblema de la Misión por el Amor de Dios en Todo el Mundo

El primer país que visitó en Centroamérica fue Panamá en 2008, donde dio charlas en diferentes parroquias y motivó al establecimiento de Capillas de Adoración Perpetua con el apoyo financiero de varias familias Católicas. A partir de entonces fue invitado a diferentes países de América del Norte y del Sur y en octubre de 2010, tras haber visitado varias ciudades en el norte y sur de América, pidió se organizara el Primer Congreso Internacional de la Misión en el Estado de México, en la sede del Episcopado Mexicano. Asistieron representantes de los comités de la Misión que para entonces se habían establecido en Colombia, Venezuela, Panamá, Perú, Ecuador, México, Nicaragua, Florida en Estados Unidos, así como obispos y sacerdotes afiliados a la Misión. 
En 2010, la Misión visitó Australia y ciudades en California, Luisiana y Misisipi en Estados Unidos de Norte América, convirtiéndose en una de las Misiones de más rápido crecimiento en el mundo Católico, con un estimado de más de un 1.25 millones de personas que rezan todos los días las oraciones de la Misión.
En 2011, la Misión visitó Génova, Italia; en Westport, Irlanda; en Madison, Wisconsin y en Houston, Texas, en Estados Unidos. 
A medida que la Misión se iba extendiendo, crecía también el apoyo por parte de la Jerarquía de la Iglesia hasta que el 16 de junio de 2011, la Misión Por el Amor de Dios en Todo el Mundo a través de la Conferencia Episcopal Ecuatoriana, fue reconocida oficialmente por la Iglesia Católica como Asociación Privada de Fieles. 
En octubre del mismo año, la misión celebró su Segundo Congreso Internacional en Villa de Leyva, Colombia y en 2012 en la Ciudad de Panamá, con una participación cada vez mayor de la jerarquía de la Iglesia y de los distintos miembros de los ya 21 lugares del mundo donde se encontraba establecida. 
En 2012, la Misión fue invitada a comenzar en Alabama y Alaska en Estados Unidos, así como también en Costa Rica, Cuba, Brasil, Argentina, Chile, Guatemala, El Salvador y Los Ángeles.
El 24 de septiembre del año 2012, John Rick participó en la Entronización de la Imagen Reliquia de Nuestra Señora de Guadalupe en la Basílica del Voto Nacional en Quito, Ecuador, en la que se renovó la consagración de la nación al Sagrado Corazón de Jesús y se consagró la República del Ecuador al Inmaculado Corazón de María, representada por las máximas autoridades del Comando Conjunto de las Fuerzas Armadas del Ecuador y Policía Nacional del Ecuador a los Sagrados Corazones de Jesús y de María. 
El 30 de mayo de 2013, el alcalde Tomas Regalado y el Arzobispo Monseñor Thomas Wensky consagraron] la Ciudad de Miami, un evento histórico que reunió autoridades del gobierno y de la iglesia con más de 1200 asistentes.
En 2013 la Misión logró la consagración de 18 Ciudades y Estados, 11 Entidades de Gobierno, 16 Arquidiócesis y diócesis, 16 Fuerzas Militares y de Policía, 140 empresas y 72 colegios y universidades y se abrieron 6 Capillas de Adoración Perpetua, entre otros. Asimismo, la Misión fue la responsable de iniciar el diálogo entre el Gobierno de Costa Rica y la Iglesia, que de hecho condujo al país a que se consagrara el 2 de agosto de 2013, con los 3 poderes de la Nación y la Conferencia Episcopal Costarricense.

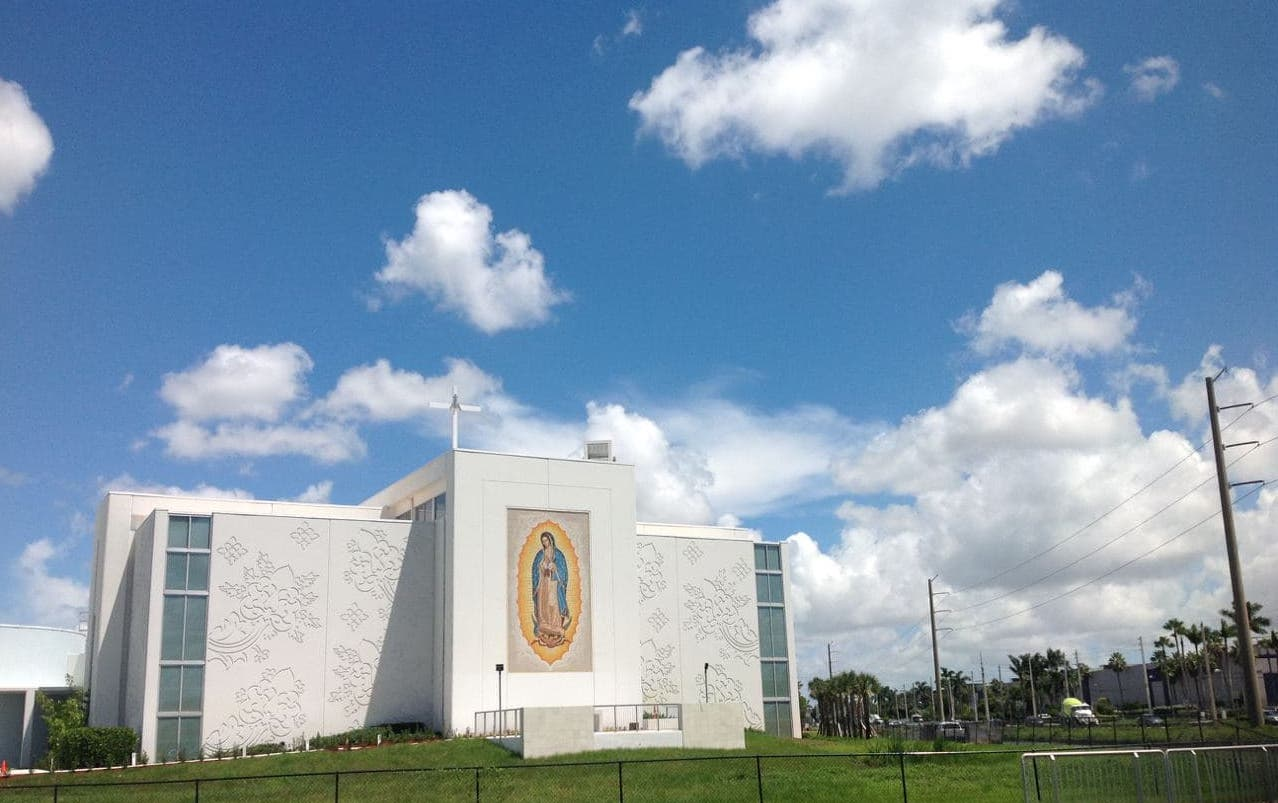
Parroquia de Nuestra Señora de Guadalupe, Doral, Florida, Estados Unidos

A finales del año 2012, fue diagnosticado con cáncer de esófago, por lo que no pudo viajar durante los tres primeros trimestres del año 2013, pero en septiembre participó en el Cuarto Congreso Internacional  en la ciudad de Quito, Ecuador, superando el número de asistentes estimado, con delegaciones de varios países de Latinoamérica y el mundo, pero sobre todo con una presencia destacada de más de 120 autoridades de la Iglesia Católica, entre arzobispos, obispos, sacerdotes y religiosas. Más de 500 delegados internacionales y nacionales asistieron a este congreso y se ratificó el apoyo total de la Iglesia Católica a misión universal.
En enero de 2014 se consagró la ciudad de Fort Lauderdale y en febrero, John Rick llevó su última gira en México donde autoridades de la Iglesia Católica mexicana le hicieron un reconocimiento público por su gran apostolado del Evangelio, por ser un verdadero enamorado de la Virgen María, por su gran testimonio en la conversión de las almas y su inmenso amor por la nación mexicana.

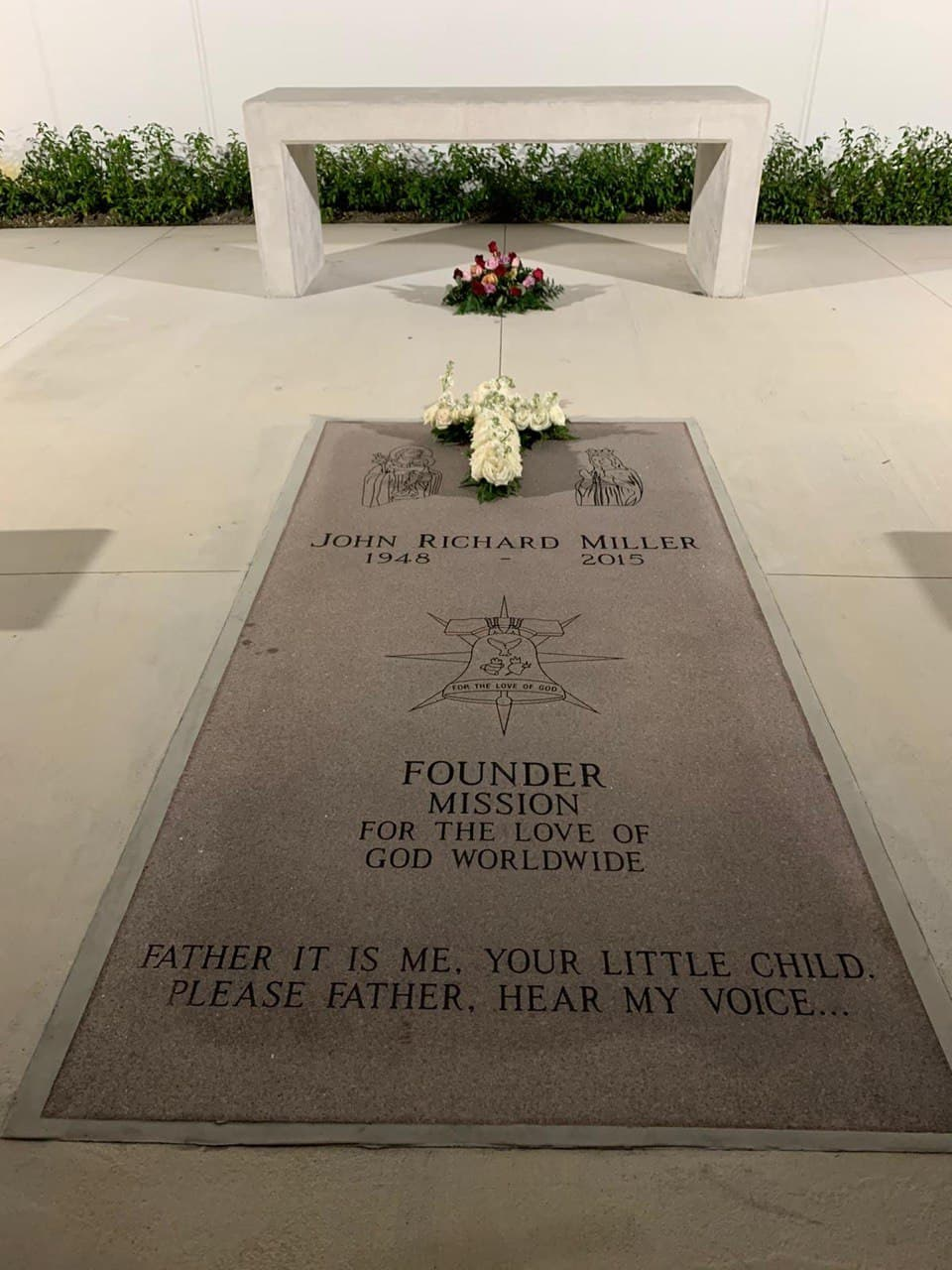
Lápida de John Rick Miller

### Enfermedad y muerte

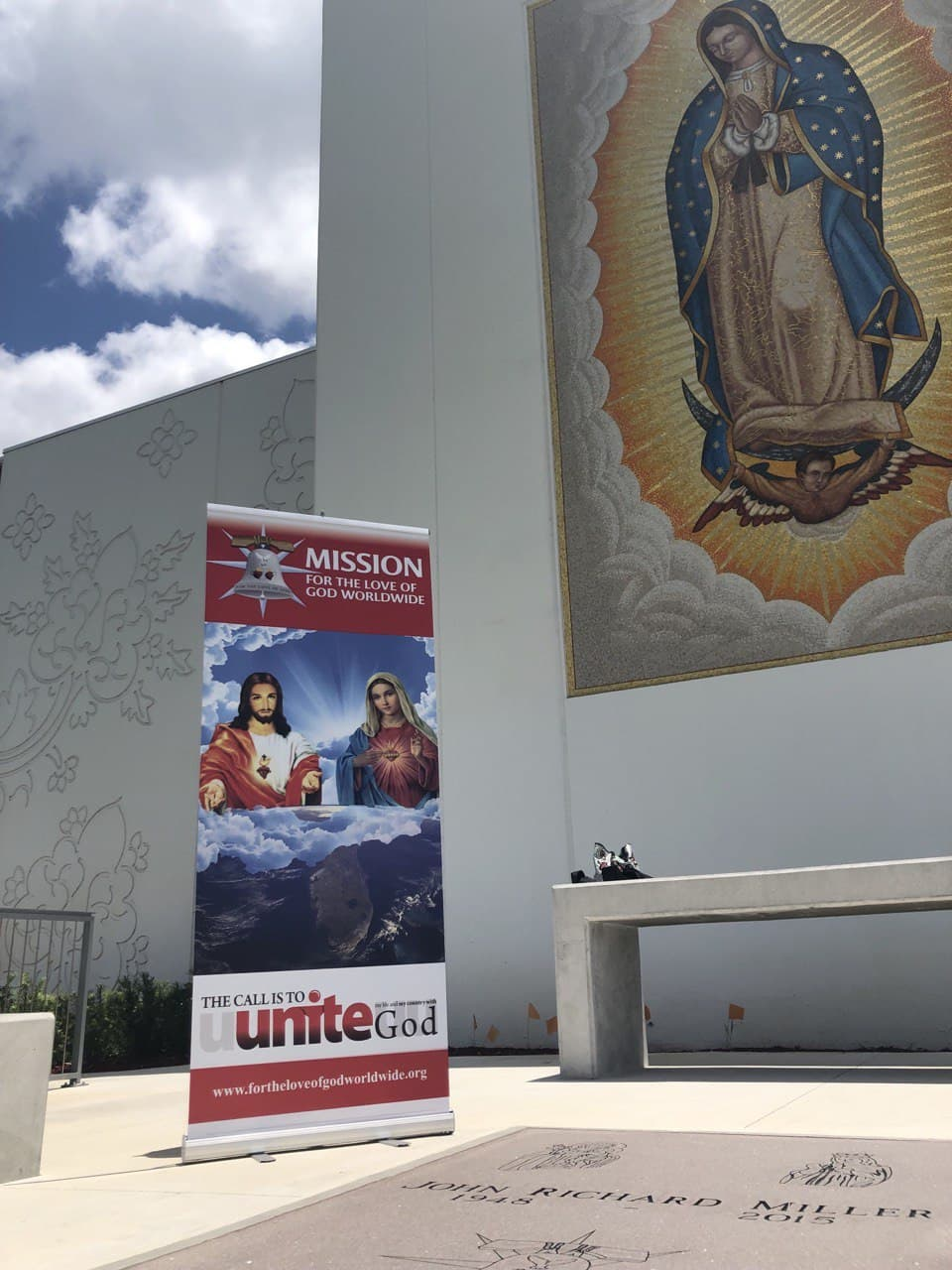
Lápida de John Rick Miller Doral, Florida

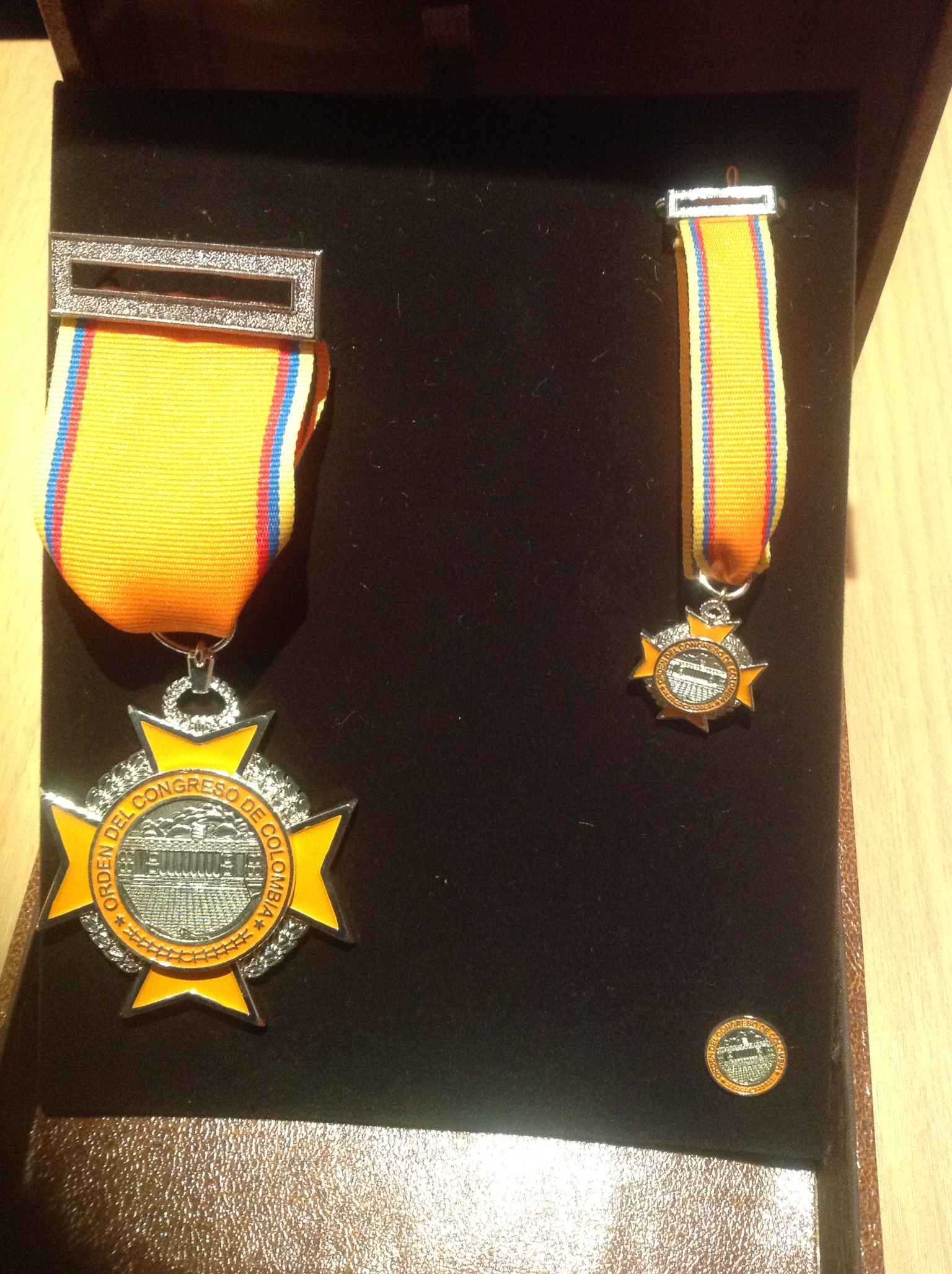
Medalla de Gran Caballero de la Nación Colombia

John Rick Miller murió en el Pine Crest Rehabilitation Hospital en Delray Beach, Florida, el sábado 30 de mayo de 2015 a las 17:50. La ceremonia fúnebre se llevó a cabo en la Catedral de Santa María de Miami el viernes 5 de junio de 2015 a las 10:30 a. m., presidió el Arzobispo Monseñor Thomas Wensky. Sus restos descansan en la parroquia Our Lady of Guadalupe Catholic Church en Doral Condado de Miami-Dade Florida, Estados Unidos. Ver video del traslado de los restos de John Rick Miller a la parroquia de Our Lady of Guadalupe.

## Premios y distinciones

### México

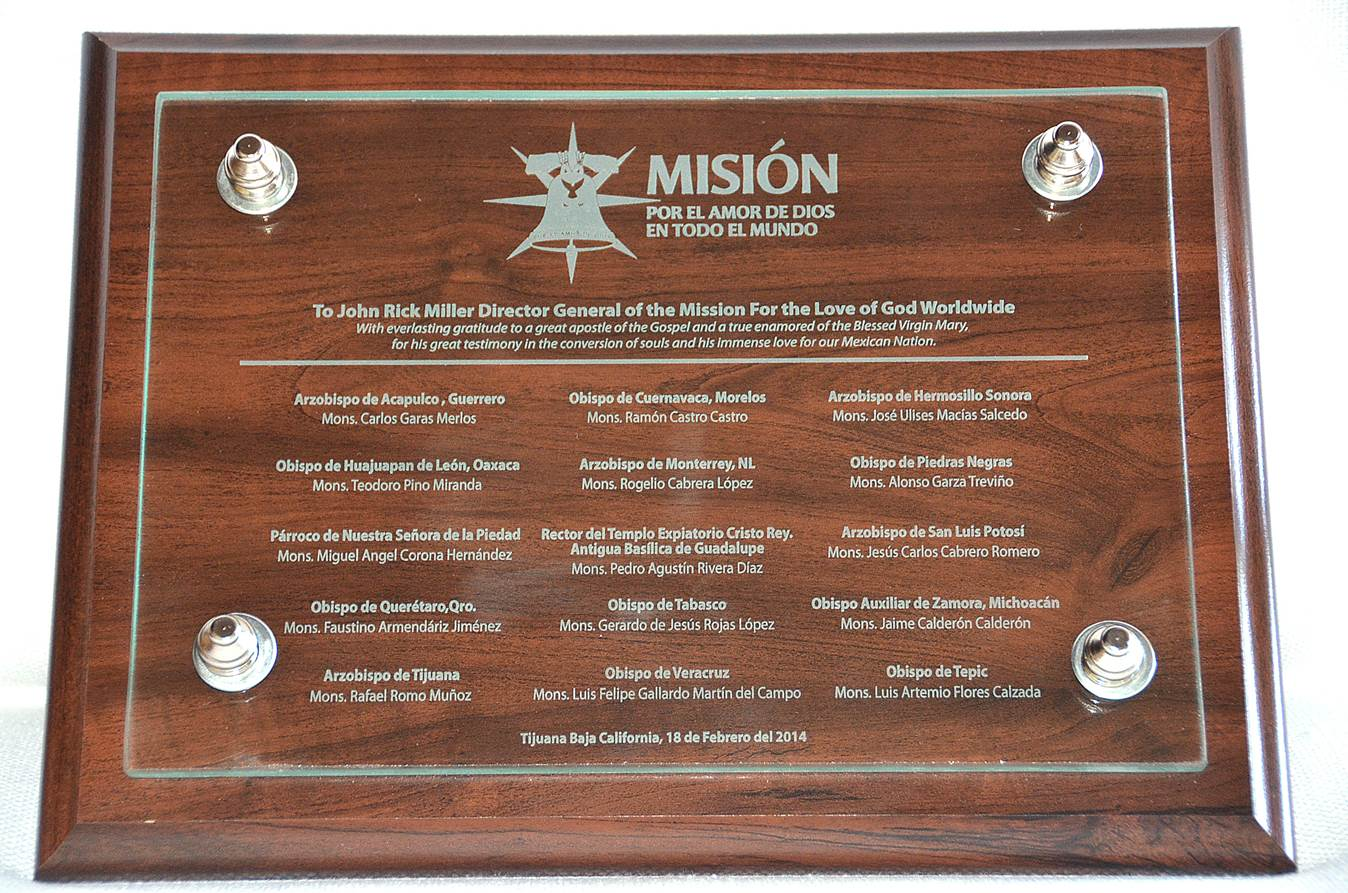
Reconocimiento Jerarcas de la Iglesia Católica de México, febrero de 2013

Recibió distintos reconocimientos tanto por autoridades civiles y eclesiásticas de distintos países, entre los que destacan México y en Colombia con la orden del congreso en el grado de Caballero, ambos en el 2014. 
Durante su última visita a México en febrero de 2014, en una conferencia celebrada en la Parroquia de Nuestra Señora de Guadalupe frente a 1100 asistentes Monseñor Rafael Romo Muñoz, Arzobispo de Tijuana, le entregó una placa conmemorativa con las firmas de 5 Arzobispos, 8 Obispos y 2 Monseñores de México, en gratitud por ser un gran apóstol del Evangelio.

### Colombia

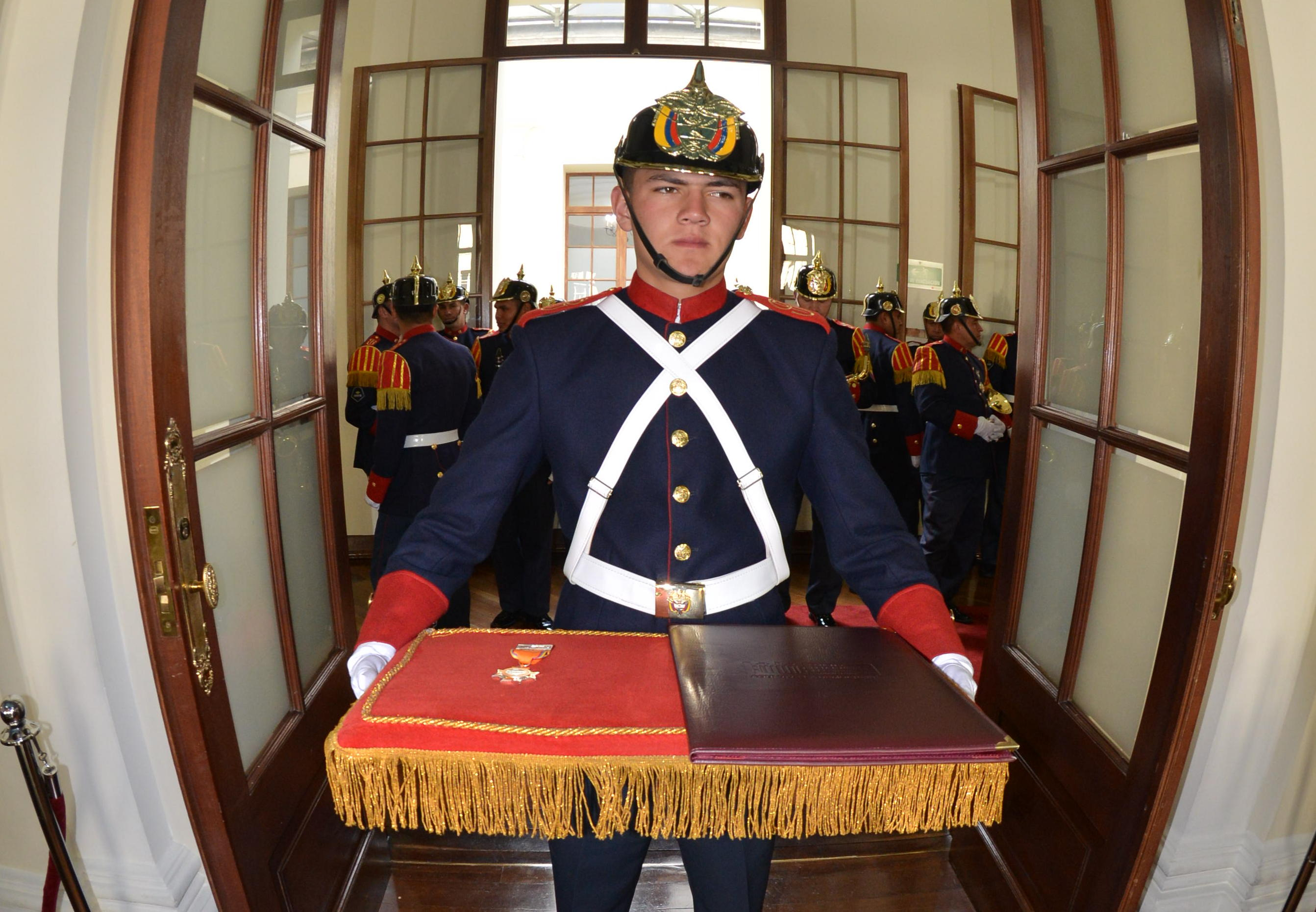
Honores militares para la entrega de la "Medalla de Gran Caballero de la Nación Colombiana"

En mayo de 2014, el Congreso de la República de Colombia a través del señor José Darío Salazar, Senador de la República, honró y galardonó a nuestro Fundador con la orden de mérito como “Gran Caballero del Nación de Colombia“, en reconocimiento por su trabajo y dedicación para evangelizar al pueblo colombiano en el contexto de la fe Católica. Del mismo modo, Monseñor Juan Vicente Córdoba Villota, Obispo de Fontibón, en representación de las Autoridades Eclesiásticas de Colombia, entregó una placa de reconocimiento a John Rick Miller por el trabajo que ha hecho en ese país la cual fue firmada por el Cardenal de Colombia, Monseñor Rubén Salazar Gómez, y 22 Arzobispos y Obispos.  

## Libros
- Implementación de gestión basada en actividades en operaciones diarias
- Gestión de costes de actividad

## Filmografía

### Cine
| Cine | Cine          | Cine      |
| Año  | Título        | Personaje |
| ---- | ------------- | --------- |
| 2013 | "Mary's Land" | El mismo  |